# طوال
طوال قرية سوريّة تتبع إداريّاً لمحافظة حلب منطقة منبج ناحية مركز منبج، بلغ تعداد سكانها 688 نسمة حسب التعداد السكاني لعام 2004.